# Вучи Дел
Вучи Дел је насеље у Србији у општини Бабушница у Пиротском округу у подножју планине Руј. Према попису из 2022. било је 43 становника.

## Демографија
У насељу Вучи Дел живи 156 пунолетних становника, а просечна старост становништва износи 50,0 година (46,9 код мушкараца и 53,0 код жена). У насељу има 68 домаћинстава, а просечан број чланова по домаћинству је 2,51.
Становништво у овом насељу веома је нехомогено (попис 2002.), релативну већину чине Бугари, а у последња два пописа примећен је пад у броју становника.
|  |

| Демографија | Демографија | Демографија |
| Година      | Становника  | Становника  |
| ----------- | ----------- | ----------- |
| 1948.       | 354         |             |
| 1953.       | 364         |             |
| 1961.       | 392         |             |
| 1971.       | 391         |             |
| 1981.       | 408         |             |
| 1991.       | 278         | 276         |
| 2002.       | 171         | 173         |
| 2011.       | 80          |             |
| 2022.       | 43          |             |

| Година пописа     | 1948. | 1953. | 1961. | 1971. | 1981. | 1991. | 2002. |
| ----------------- | ----- | ----- | ----- | ----- | ----- | ----- | ----- |
| Број домаћинстава | 49    | 50    | 77    | 90    | 89    | 85    | 68    |

| Број чланова      | 1  | 2  | 3 | 4 | 5 | 6 | 7 | 8 | 9 | 10 и више | Просек |
| ----------------- | -- | -- | - | - | - | - | - | - | - | --------- | ------ |
| Број домаћинстава | 19 | 25 | 7 | 9 | 4 | 3 | 1 | 0 | 0 | 0         | 2,51   |

| Пол    | Укупно | Неожењен/Неудата | Ожењен/Удата | Удовац/Удовица | Разведен/Разведена | Непознато |
| ------ | ------ | ---------------- | ------------ | -------------- | ------------------ | --------- |
| Мушки  | 80     | 23               | 48           | 7              | 2                  | 0         |
| Женски | 80     | 9                | 48           | 23             | 0                  | 0         |
| УКУПНО | 160    | 32               | 96           | 30             | 2                  | 0         |

| Пол    | Укупно                    | Пољопривреда, лов и шумарство | Рибарство                            | Вађење руде и камена | Прерађивачка индустрија       |
| ------ | ------------------------- | ----------------------------- | ------------------------------------ | -------------------- | ----------------------------- |
| Мушки  | 33                        | 1                             | 0                                    | 0                    | 0                             |
| Женски | 0                         | 0                             | 0                                    | 0                    | 0                             |
| УКУПНО | 33                        | 1                             | 0                                    | 0                    | 0                             |
| Пол    | Производња и снабдевање   | Грађевинарство                | Трговина                             | Хотели и ресторани   | Саобраћај, складиштење и везе |
| Мушки  | 0                         | 30                            | 0                                    | 0                    | 0                             |
| Женски | 0                         | 0                             | 0                                    | 0                    | 0                             |
| УКУПНО | 0                         | 30                            | 0                                    | 0                    | 0                             |
| Пол    | Финансијско посредовање   | Некретнине                    | Државна управа и одбрана             | Образовање           | Здравствени и социјални рад   |
| Мушки  | 0                         | 0                             | 0                                    | 2                    | 0                             |
| Женски | 0                         | 0                             | 0                                    | 0                    | 0                             |
| УКУПНО | 0                         | 0                             | 0                                    | 2                    | 0                             |
| Пол    | Остале услужне активности | Приватна домаћинства          | Екстериторијалне организације и тела | Непознато            | Непознато                     |
| Мушки  | 0                         | 0                             | 0                                    | 0                    | 0                             |
| Женски | 0                         | 0                             | 0                                    | 0                    | 0                             |
| УКУПНО | 0                         | 0                             | 0                                    | 0                    | 0                             |

| Етнички састав према попису из 2002.‍ | Етнички састав према попису из 2002.‍ | Етнички састав према попису из 2002.‍ | Етнички састав према попису из 2002.‍ | Етнички састав према попису из 2002.‍ |
| ------------------------------------ | ------------------------------------ | ------------------------------------ | ------------------------------------ | ------------------------------------ |
|                                      |                                      |                                      |                                      |                                      |
| Бугари                               | Бугари                               |                                      | 85                                   | 49,70%                               |
| Срби                                 | Срби                                 |                                      | 53                                   | 30,99%                               |
| Југословени                          | Југословени                          |                                      | 13                                   | 7,60%                                |
| непознато                            | непознато                            |                                      | 1                                    | 0,58%                                |

| Етнички састав према попису из 2022.‍ | Етнички састав према попису из 2022.‍ | Етнички састав према попису из 2022.‍ | Етнички састав према попису из 2022.‍ | Етнички састав према попису из 2022.‍ |
| ------------------------------------ | ------------------------------------ | ------------------------------------ | ------------------------------------ | ------------------------------------ |
|                                      |                                      |                                      |                                      |                                      |
| непознато                            | непознато                            |                                      | 42                                   | 97,7%                                |

## Галерија
- Вучи Дел
- Караула Вучи Дел